# Henri Tomasi
Henri Fredien Tomasi (Marseille, 17 augustus 1901 – Parijs, 13 januari 1971) was een Frans componist en dirigent.

## Levensloop
Tomasi werd in de arbeiderswijk "La Belle de Mai" in Marseille geboren. Zowel zijn vader Xavier Tomasi alsook zijn moeder Josephine Vincensi waren afkomstig uit La Casinca op Corsica. Op vijfjarige leeftijd vertrok de familie naar Mazargues, toen een klein stadje bij en nu een wijk van Marseille, waar zijn vader, een muziekliefhebber en amateurfluitist, bij de Franse PTT werkzaam was. Gedurende deze periode kreeg Henri al les in muziektheorie. Op zevenjarige leeftijd kwam hij op het
Conservatoire national à rayonnement régional «Pierre Barbizet» in Marseille.
Zijn grote talent bleek ook, toen hij in 1911 al een eerste prijs in muziektheorie, in 1914 een eerste prijs voor piano en in 1916, samen met zijn vriend Zino Francescatti, een violist, een eerste prijs in harmonie kreeg. Als gevolg van het uitbreken van de Eerste Wereldoorlog kon hij niet zijn studies aan het Parijse conservatorium voortzetten. Hij was om financiële redenen gedwongen zijn geld als pianist in hotels, restaurants, bars en bioscopen te verdienen.
Met een studiebeurs kon hij dan in 1921 aan het Conservatoire national supérieur de musique in Parijs verder studeren. Zijn leraren aan het conservatorium waren onder andere voor harmonie Charles Silver, voor orkestdirectie Philippe Gaubert en Vincent d'Indy, voor contrapunt en fuga Georges Caussade en voor compositie Paul Vidal.
Op 30 oktober 1929 huwde hij met Odette Camp, een zangeres en actrice.
Met de overname van de Concerts du Journal begon ook zijn carrière als dirigent. Tussen 1930 en 1935 was hij dirigent van het orkest van Radio-Colonial in Parijs. In de jaren 1930 stichtte hij samen met Sergej Prokofjev, Darius Milhaud, Arthur Honegger en Francis Poulenc het ensemble "Triton" voor hedendaagse muziek. Later dirigeerde hij studioproducties van het Orchestre Radio Symphonique de la Radiodiffusion Française in Parijs onder andere won hij voor een opname met de mezzosopraan Alice Raveau van Glucks Orfeo in 1936 de Grand Prix du Disque.
Aan het begin van de Tweede Wereldoorlog werd hij opgeroepen voor legerdienst en kwam als kapelmeester naar Villefranche-sur-Mer. In 1940 werd hij uit de dienst ontslagen en werd leider van het Orchestre National de France. Een bepaalde tijd trok hij zich terug in het klooster Monastère de la Sainte-Baume in de buurt van Marseille en verliet het uitsluitend om zijn verplichtingen als dirigent te vervullen.
Onder de indruk van de oorlogsgebeurtenissen startte hij in 1944 met het schrijven van een Requiem "aux martyrs de la Résistance et à tous ceux qui sont morts pour la France". Maar na twee uitvoeringen trok hij het weer terug.
In 1946 werd hij dirigent aan de opera van Monte Carlo en werd eveneens een veelgevraagd gastdirigent in heel Europa; onder andere heeft hij ook het Concertgebouworkest gedirigeerd. Van 1947 tot 1955 was hij artistiek leider van het Festival de Vichy. In 1957 stopte hij zijn werkzaamheden als dirigent, omdat hij aan het rechteroor doof werd. In 1969 werden autografische interviews met zijn zoon Claude op geluidsband opgenomen. Tomasi overleed in januari 1971 in zijn appartement in de Parijse wijk Montmartre en hij werd in het familiegraf in Avignon naast zijn echtgenote begraven. Ter gelegenheid van zijn 100e verjaardag werden zijn stoffelijke resten in het graf van zijn grootouders in Penta-di-Casinca op Corsica bijgezet.

## Composities

### Werken voor orkest
- 1918 Poème pour Cyrnos
- 1929 Obsessions, sur un rythme de habanera, voor cello en orkest
- 1929 Cyrnos, symfonisch gedicht voor piano en orkest
- 1931 Tam-Tam, symfonisch gedicht voor solisten, gemengd koor en orkest
- 1932 Capriccio, voor viool en orkest
- 1932 Vocero, symfonisch gedicht voor gemengd koor en orkest
- 1933 La Rosière du village, suite uit het ballet
- 1935 Deux danses cambodgiennes
- 1936 Colomba, symfonisch tafereel naar een novelle van Prosper Mérimée voor orkest
- 1937 Jeux de Geishas, kleine Japanse suite voor blazerskwintet, slagwerk, harp en strijkkwartet
- 1938 Ballade, voor altsaxofoon en orkest
- 1941 Symphonie en ut
- 1941 Danses brésiliennes, suite voor klein orkest
- 1945 Concertino en mi, voor fluit en orkest
- 1947 Concerto en fa, voor fluit en orkest
- 1948 Concert, voor trompet en orkest
- 1949 Concert, voor altsaxofoon en orkest (opgedragen aan de saxofonist Marcel Mule)
- 1951 Concert, voor altviool en orkest
- 1952 Nuits de Provence, symfonische evocatie
  1. Les Baux
  2. Les Saintes Maries de la mer
  3. Nuit de la Saint-Éloi
  4. Les Antiques
  5. Nuit de la Saint-Jean
- 1954 Symfonische suite uit het ballet "Les Noces de cendre"
  1. Prélude (le retour)
  2. Danse triste
  3. Scherzo fantastique (la guerre)
  4. Lento (plainte funèbre)
  5. Andante (la jeune fille et la mort)
- 1955 Trois Lettres de mon moulin, Provençaalse schilderijen naar Alphonse Daudet voor orkest
  1. Les trois messes basses
  2. Le secret de Maître Cornille
  3. l'Élixir du R.P. Gaucher
- 1955 Concert, voor hoorn en orkest
- 1956 Concert, voor klarinet en strijkorkest
- 1958 Théodore 1er, roi des Corses, ouverture voor een operette
- 1958 Trajectoires, voor koor en orkest
- 1959 Danse de jeunes filles berbères
- 1959 Marché kabyle
- 1959 Concert, voor hobo en kamerorkest
- 1959 Sinfonietta provençale
- 1960 Jabadao, symfonisch gedicht
- 1961 Concerto, voor fagot en kamerorkest
- 1962 Concerto "Le retour d'Ulysse", voor viool en orkest
- 1965 Concerto pour flûte "Printemps", concert voor fluit en orkest
- 1966 Highlands' Ballad, concerto voor harp en orkest
- 1967 Symphonie du Tiers-Monde (hommage à Hector Berlioz) (Symfonie van de derde Wereld), voor groot orkest
- 1967-1968 Concerto de guitare – à la mémoire d'un poète assassiné, Frederico Garcia Lorca, voor gitaar en orkest
- 1969 Chant pour le Vietnam, symfonisch gedicht op een tekst van Jean-Paul Sartre
- 1969 Danseuses de Degas, voor strijkorkest en harp
- 1970 Concerto, voor cello en orkest
- 1970 Concerto, voor contrabas en orkest
- Caravanes – impressions sahariennes
- Concert asiatique uit "Féerie Laotienne", voor slagwerk en orkest
  1. Invocation et danse (timbales principales)
  2. Scherzo (batterie principale)
  3. Final (xylofoon obligé, vibrafoon ad lib.)
- Danses de rêve, symfonische suite
- Danse des derviches tourneurs, voor strijkorkest en harp
- Féerie Laotienne, voor groot orkest
  1. Entrée
  2. Invocation et danse
  3. Scherzo pour une fête de nuit
  4. Invocation à la lune
  5. Final
- Frères corses, suite uit de filmmuziek voor orkest
- L'Île d'amour, suite uit de filmmuziek voor orkest
- Les Folies mazarguaises, suite provençale gaie
  1. Carnaval
  2. La Sainte-Cécile
  3. Fête de la Saint-Éloi
  4. Idylle à Sormiou
  5. Final
- Pastorales provençales, voor twee gitaren, twee violen, fluit en strijkers
  1. Paysage
  2. Cadences
  3. Nocturne
  4. Tambourin
- Semaine sainte à Cuzco, voor piccolotrompet, trompet en orkest (of orgel)

### Werken voor harmonieorkest
- 1938 Ballade, voor altsaxofoon en harmonieorkest
- 1947 Fanfares liturgiques uit de opera "Don Juan de Mañara", voor koperblazers en slagwerk
  1. Annonciation
  2. Evangile
  3. Apocalypse
  4. Procession nocturne du Vendredi Saint
- 1956 Concerto, voor trombone en harmonieorkest
- Divertimento corsica, voor hobo, klarinet en fagot solo en harmonieorkest
- La Moresca, suite de danses avec "Sampiero Corso", voor blazers, slagwerk en klavecimbel
- Les Folies Mazarguaises

### Missen, cantates en gewijde muziek
- 1927 Coriolan, cantate – tekst: Guy de Téramond
- 1943-1944 Requiem pour la Paix (werd later van hem zelf weer teruggetrokken)
- 1955 Triomphe de Jeanne, oratorium, tekst: Philippe Soupault
- 1966 Retour à Tipasa, cantate voor spreker, mannenkoor en orkest – tekst: Albert Camus

### Muziektheater

#### Opera's
| Voltooid in | titel                                                 | aktes                  | première                             | libretto                                            |
| ----------- | ----------------------------------------------------- | ---------------------- | ------------------------------------ | --------------------------------------------------- |
| 1942        | Don Juan de Mañara (Miguel de Mañara)                 | 4 aktes                | 29 maart 1956, München               | Oscar Vladislas de Lubicz Milosz                    |
| 1954        | L'Atlantide                                           | 4 aktes                | 26 februari 1954, Mulhouse (Elzas)   | Francis Didelot, naar een novelle van Pierre Benoit |
| 1956        | La Triomphe de Jeanne                                 | 3 aktes                | 23 juni 1956, Rouen                  | van de componist en Philippe Soupault               |
| 1956        | Sampiero Corso                                        | 3 aktes                | 6 mei 1956, Festival de Bordeaux     | Raphaël Cuttoli                                     |
| 1957        | Il Poverello                                          |                        |                                      |                                                     |
| 1959        | Le Silence de la mer                                  | 1 akte                 | 15 juni 1963, Festival de Strasbourg | van de componist naar Vercors                       |
| 1960        | François d'Assise (ou le Petit pauvre) «il paverello» | 4 aktes (10 taferelen) |                                      | Albert Bonheur en Jean Marietti                     |
| 1961        | Le Colibri                                            | 1 akte                 | 20 juni 1961 via de radio            |                                                     |
| 1961        | Ulysse ou le beau périple                             | 4 aktes                | 22 januari 1965, Mulhouse            | Jean Giono                                          |
| 1962        | L'Élixir du révérend Père Gaucher                     | 2 aktes                | 3 april 1964, Capitole de Toulouse   | Léon Bancal naar Alphonse Daudet                    |
| 1962        | Princesse Pauline                                     | 2 aktes                | 11 november 1962                     | Francis Didelot                                     |

#### Balletten
| Voltooid in | titel                      | aktes   | libretto                                       | choreografie                  |
| ----------- | -------------------------- | ------- | ---------------------------------------------- | ----------------------------- |
| 1932        | Vocero                     | 1 akte  |                                                |                               |
| 1933        | La Rosière du village      | 2 aktes | Guy de Téramond                                | Constantin Tcherka            |
| 1935        | La Grisi                   | 2 aktes | Guy de Téramond naar thema's van Olivier Métra |                               |
| 1937        | Boîte de nuit              | 1 akte  | Paul Colin                                     |                               |
| 1939        | Les Santons                | 1 akte  | René Dumesnil                                  | Albert Aveline                |
| 1950        | Féerie Laotienne           | 2 aktes | José Bruyr                                     | Rita Gilbert                  |
| 1952        | Le Noces de Cendres        | 2 aktes | Hubert Devillez                                |                               |
| 1953        | Les Folies mazarguaises    | 2 aktes | Léon Bancal                                    | Geo Stone                     |
| 1960        | Jabadao                    | 1 akte  | André Boll                                     |                               |
| 1961        | Dassine, sultane du Hoggar | 2 aktes | Maraval en Berthoin                            |                               |
| 1962        | Nana                       | 1 akte  | Alexandre Arnstam                              | Jean Combes en Claire Sombert |
| 1965        | L'Éloge de la Folie        | 2 aktes | Hubert Devillez                                | Hubert Devillez               |

#### Andere toneelwerken
- 1963 La chèvre de Monsieur Seguin – tekst: Alphonse Daudet

### Vocale muziek
- 1936 Chants de Cyrnos, voor sopraan en orkest
- 1936 Chansons de Geishas, voor sopraan en orkest – tekst: R. Dumesnil
- 1947 Chant de la fée des îles, voor sopraan en orkest
- 1970 18 Chants populaires de l'Ile de Corse
- Chanson de marin, voor bas en orkest – tekst: Henri Vermeil
- Chants corses, voor bas en orkest
- Cloches, sonnez pour notre amour, «Pâques fleuries», lyrische gedichten voor bariton en kamerorkest – tekst: Charles Oulmont
- Sérénade vénitienne, voor sopraan (of tenor) en orkest – tekst: René Davenay
- Six mélodies populaires corses, voor bariton en orkest – tekst: Lorenzi de Bradi
- C’était un baiser, chanson blues – tekst: Henri Vermeil

### Kamermuziek
- 1925 Variations sur un thème corse, voor blaaskwintet
- 1928 Paghiella, sérénade cyrnéenne voor viool en piano (opgedragen aan zijn vriend Zino Francescatti)
- 1929 Chant hébraïque, voor cello en piano
- 1939 Concert champêtre, voor hobo, klarinet en fagot
- 1949 Complainte du jeune indien, voor klarinet en piano
- 1952 Blaaskwintet
- 1963 Etre ou ne pas être, monologue d'Hamlet, voor bastrombone solo en drie trombones
- Chant corse, voor klarinet en piano
- Cinq danses profanes et sacrées, voor blaaskwintet
- Croquis, voor twee fagotten
- Introduction et danse, voor klarinet en piano
- Invocations et danses rituelles, voor fluit, klarinet en harp
- Le petit chevrier corse, voor fluit en gitaar
- Petite suite, voor vier hoorns
- Printemps, voor blaassextet
- Recuerdos de las Baleares, voor slagwerk, 3 gitaren en hobo
- Triptyque, voor trompet en piano
- Trois Divertissements, voor klarinetkwartet[1]
- Variations grégoriennes sur un Salve Regina, voor trompet, twee harpen en orgel

### Werken voor piano
- Berceuse
- Fantoches
- Le Coin de Claudinet
- Lied Que chante mon coeur
- Paysages

### Filmmuziek
- Bonne peinture
- Demande en mariage
- Homme du Niger
- Ile d'amour
- Légions d'honneur
- Lettres de mon moulin
- Nais
- O pescador dell'onda, d'après un vieux thème populaire corse

## Prijzen en onderscheidingen
- 1911 1e prijs in muziektheorie aan het Conservatoire national à rayonnement régional «Pierre Barbizet» in Marseille
- 1914 1e prijs voor piano aan het Conservatoire national à rayonnement régional «Pierre Barbizet» in Marseille
- 1916 1e prijs in harmonie aan het Conservatoire national à rayonnement régional «Pierre Barbizet» in Marseille
- 1925 Prix Halphen voor zijn blaaskwintet Variations sur un Theme Corse
- 1927 Prix de Rome voor de cantate Coriolan en een 1e prijs voor orkestdirectie
- 1952 Grand Prix de la Musique française van de auteursrechtenorganisatie SACEM (Syndicat des Auteurs, Compositeurs et Editeurs de Musique)
- 1960 Grand Prix Musical de la Ville de Paris

## Media
1. ↑  Trois Divertissements door klarinetkwartet bestaande uit Maria Bonk, Anna Gut, Jerzy Matysiak, Piotr Ptak. Gearchiveerd op 27 juli 2023.

- Biblioteca Nacional de España: XX1414237
- Bibliothèque nationale de France: cb139004874 (data)
- CiNii: DA10795628
- Gemeinsame Normdatei: 119411857
- International Standard Name Identifier: 0000 0001 2139 6735
- Library of Congress Control Number: n81100650
- Nationale Bibliotheek van Letland: 000208539
- MusicBrainz: 853db596-627d-4ba4-b7e0-cc729d89ffe4
- Bibliotheek van het Japanse parlement: 01167374
- Nationale Bibliotheek van Tsjechië: mzk2005273058
- Nationale Bibliotheek van Israël: 987007283535505171
- Nederlandse Thesaurus van Auteursnamen: 087427524
- Istituto Centrale per il Catalogo Unico: LO1V132389
- SNAC: w68s59s5
- Système universitaire de documentation: 053519795
- Trove: 1042889
- Virtual International Authority File: 74039024
- WorldCat: E39PBJhMmQQYbkwGH4Yp8Krg8C